# North Manchester (Indiana)
North Manchester est une ville du comté de Wabash, dans l'Indiana, aux États-Unis.

## Démographie
| Groupe            | North Manchester | Indiana | États-Unis |
| ----------------- | ---------------- | ------- | ---------- |
| Blancs            | 95,2             | 84,3    | 72,4       |
| Métis             | 1,3              | 2,0     | 2,9        |
| Autres            | 1,2              | 2,7     | 6,4        |
| Afro-Américains   | 1,1              | 9,1     | 12,6       |
| Asiatiques        | 0,8              | 1,6     | 4,8        |
| Amérindiens       | 0,3              | 0,3     | 0,9        |
| Total             | 100              | 100     | 100        |
|                   |                  |         |            |
| Latino-Américains | 3,8              | 6,0     | 16,7       |

Selon l'American Community Survey, pour la période 2011-2015, 96,73 % de la population âgée de plus de 5 ans déclare parler anglais à la maison, alors que 1,42 % déclare parler l'espagnol, 0,61 % le français et 1,24 % une autre langue.

## Personnalité
- Thomas R. Marshall, vice-président des États-Unis entre 1913 et 1921, y est né.